# VIII symfonia Beethovena

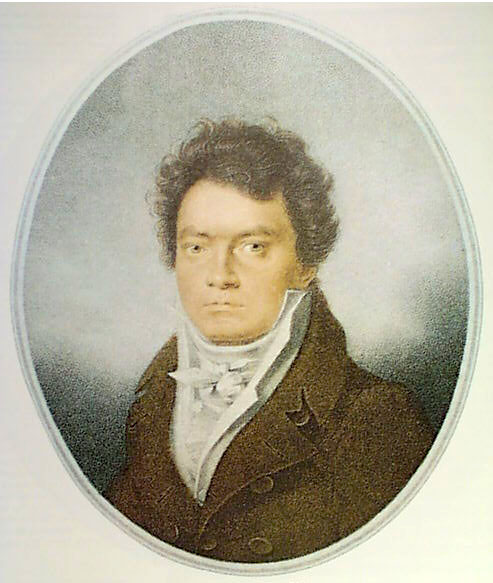
Beethoven w 1814, kiedy odbyła się premiera VIII symfonii. Portret Louisa-René Létronne'a

VIII symfonia Beethovena, VIII Symfonia F-dur op. 93 – symfonia w czterech częściach skomponowana przez Ludwiga van Beethovena w 1812. Premiera miała miejsce 27 lutego 1814 w Wiedniu.

## Skład orkiestry
- 2 flety
- 2 oboje
- 2 klarnety
- 2 fagoty
- 2 waltornie
- 2 trąbki
- kotły
- smyczki

## Forma
VIII symfonia zawiera 4 części:
1. Allegro vivace e con brio
2. Scherzando: Allegretto
3. Tempo di Menuetto
4. Allegro vivace

Wykonanie trwa około 26 minut.